# Ngele'ia FC
El Nguele'ia FC es un equipo de fútbol de Tonga que juega en la Segunda División de Tonga, segunda categoría de fútbol en el país.

## Historia
Fue fundado en el año 1970 en la ciudad de Kolofou y participó por primera vez en el fútbol a nivel local en la temporada 1971/72, temporada en la que salió campeón, en la primera temporada de la Primera División de Tonga en la que se le da el título de campeón a tres equipos.
Es uno de los equipos de fútbol más ganadores de Tonga ya que han sido campeones de liga en nueve ocasiones, y han ganado la Copa de Tonga en nueve ocasiones.

## Palmarés
- Primera División de Tonga: 9

1971/72, 1982, 1983, 1984, 1985, 1986, 1987, 1988, 1990
- Copa de Tonga: 9

1981, 1982, 1983, 1985, 1986, 1987, 1988, 2002, 2003

## Jugadores

### Jugadores destacados
- Viliami Vaitaki